# 884
| [ Edytuj tabelę ]          |                                                 |
| Król Anglii                | - 871 Alfred Wielki 899                         |
| Hrabia Aragonii            | - 867 Aznar II Galíndez 893                     |
| Król Armenii               | - 884 Aszot I 890                               |
| Hrabia Barcelony           | - 878 Wilfred Włochaty 897                      |
| Książę Burgundii           | - 880 Ryszard I Prawodawca 921                  |
| Cesarz Bizancjum           | - 867 Bazyli I Macedończyk 886                  |
| Chan Bułgarii              | - 852 Borys I Michał 889                        |
| Cesarz Chin                | - 873 Tang Xizong 888                           |
| Książę Czech               | - 870 Borzywoj I 889                            |
| Władca Egiptu              | - 868 Ahmad Ibn Tulun 884 - 884 Chumarawajh 896 |
| Król Franków wschodnich    | - 881 Karol Otyły 887                           |
| Król Franków zachodnich    | - 879 Karloman II 884 - 884 Karol Otyły 887     |
| Cesarz Japonii             | - 876 Yōzei 884 - 884 Kōkō 887                  |
| Kalif                      | - 870 Al-Mu’tamid 892                           |
| Król Khmerów               | - 877 Indrawarman I 889                         |
| Wielki książę Kijowa       | - 882 Oleg Mądry 912                            |
| Patriarcha Konstantynopola | - 877 Focjusz I Wielki 886                      |
| Król Leónu                 | - 866 Alfons III Wielki 910                     |
| Król Mercji                | - 879 Aethelred 911                             |
| Król Nawarry               | - 880 Fortún Garcés 905                         |
| Król Norwegii              | - 872 Harald Pięknowłosy 930                    |
| Papież                     | - 882 Maryn I 884 - 884 Hadrian III 885         |
| Cesarz rzymski             | - 881 Karol Otyły 888                           |
| Książę Saksonii            | - 880 Otto Dostojny 912                         |
| Król Szkocji               | - 878 Eochaid 889 - 878 Giric 889               |
| Doża Wenecji               | - 881 Giovanni II Partecipazio 887              |
| Książę wielkomorawski      | - 871 Świętopełk I 894                          |

Rok 884 / DCCCLXXXIV
stulecia: VIII wiek ~
IX wiek ~
X wiek

lata: 874 «
879 «
880 «
881 «
882 «
883 «
884
» 885
» 886
» 887
» 888
» 889
» 894

## Wydarzenia
- 17 maja – Adrian III został papieżem.
- 12 grudnia – Karol Otyły przejął zachodniofrankijską koronę królewską - po raz ostatni zjednoczył królestwo franków.

## Zmarli
- 12 grudnia – Karloman II, król zachodniofrankijski (ur. 866)[1]